# Commiphora mahafaliensis
Commiphora mahafaliensis är en tvåhjärtbladig växtart som beskrevs av René Paul Raymond Capuron. Commiphora mahafaliensis ingår i släktet Commiphora och familjen Burseraceae. Inga underarter finns listade i Catalogue of Life.